# Osłowice
Osłowice (niem. Osselwitz) – wieś w Polsce, położona w województwie dolnośląskim, w powiecie górowskim, w gminie Jemielno.

## Podział administracyjny
| SIMC    | Nazwa  | Rodzaj     |
| ------- | ------ | ---------- |
| 1004187 | Raczki | przysiółek |

W latach 1975–1998 miejscowość administracyjnie należała do województwa leszczyńskiego.

## Nazwa
W księdze łacińskiej Liber fundationis episcopatus Vratislaviensis (pol. Księga uposażeń biskupstwa wrocławskiego) spisanej za czasów biskupa Henryka z Wierzbna w latach 1295–1305 miejscowość wymieniona jest w zlatynizowanej staropolskiej formie Oslowiczi.